# Johan Vilhelm Friso av Oranien
Johan Vilhelm Friso av Oranien (nederländska: Johan Willem Friso), född 14 augusti 1687 i Dessau, död 14 juli 1711 i Hollands Diep (drunkningsolycka), var en nederländsk furste.

## Biografi
Johan Vilhelm Friso var son till Henrik Kasimir II av Nassau-Dietz och Henriette Amalia av Anhalt-Dessau. Från 1696 var han furste av Nassau-Dietz. Han utbildades vid universitetet i Franeker.
Efter Vilhelm III:s död 1702 dog den agnatiska linjen från Vilhelm I av Oranien ut. Johan Vilhelm Frisos föräldrar var båda kusiner till Vilhelm III. Johan Vilhelm Friso härstammade på fädernet från greve Johan VI av Nassau-Dillenburg, en yngre bror till Vilhelm I. Genom Vilhelm III:s testamente blev Johan Vilhelm Friso stamfar för Huset Nassau-Oranien.
Vid 20 års ålder blev Johan Vilhelm Friso general för de nederländska trupperna och deltog i spanska tronföljdskriget. Han deltog i slaget vid Malplaquet. På väg från fronten i Flandern till ett möte i Haag med kung Fredrik I av Preussen gällande titeldispyten omkom Johan Vilhelm Friso när färjan i Moerdijk förliste.

## Familj
Johan Vilhelm Friso ingick äktenskap 26 april 1709 med Marie Louise av Hessen-Kassel, dotter till Karl I av Hessen-Kassel och Maria Amalia av Kurland. 
I äktenskapet föddes två barn:  
1. Amalia av Nassau-Dietz (1710-1777), gift med Fredrik av Baden-Durlach (1703-1732)
2. Vilhelm IV av Oranien (1711-1751), gift med Anna av Storbritannien (1709-1759)

Sonen föddes postumt sex veckor efter att fadern hade omkommit i en drunkningsolycka.